# Monumento a Dante
El monumento a Dante es un monumento urbano de Madrid (España) que honra la memoria del escritor italiano Dante Alighieri (1265-1321) y se encuentra en la puerta de Dante de los jardines del Buen Retiro. Es un mural de bronce realizado por el artista italiano Angelo Biancini (1911-1988) en 1968 e instalado en mayo de 1969.
Se realizó por iniciativa de un grupo de industriales italianos que trabajaban en empresas españolas instaladas en su país. La obra llegó a España en octubre de 1968 y se instaló en mayo del año siguiente, aunque no hubo inauguración oficial.
El relieve, que mide aproximadamente 5 metros de largo por 2,2 m de alto, se divide temáticamente en tres secciones. En el centro aparece la figura del escritor en altorrelieve. A la izquierda, cuatro ciudades unidas a su vida: Florencia, Rávena, Siena y Roma. A la derecha, representaciones de La Divina Comedia, su obra más conocida: Infierno, Purgatorio y Paraíso.